# Martin-Baker MB 3
Martin-Baker MB3 là một dự án máy bay tiêm kích của Anh.

## Tính năng kỹ chiến thuật (MB3)

Martin-Baker MB 3

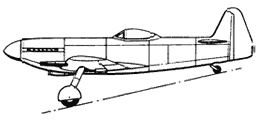
Martin-Baker MB 3

Dữ liệu lấy từ Jane’s Fighting Aircraft of World War II and British Aircraft of World War II
Đặc điểm tổng quát
- Kíp lái: 1
- Chiều dài: 35 ft 4 in (10,77 m)
- Sải cánh: 35 ft 0 in (10,7 m)
- Chiều cao: 15 ft 0 in (4,5 m)
- Diện tích cánh: 262 ft² (24,3 m²)
- Trọng lượng rỗng: 9.233 lb (4.188 kg)
- Trọng lượng có tải: 11.497 lb (5.216 kg)
- Trọng lượng cất cánh tối đa: 12.090 lb (5.484 kg)
- Động cơ: 1 × Napier Sabre, 2.000 hp (1.745 kW)

 Hiệu suất bay 
- Vận tốc cực đại: 415 mph (668 km/h) ở độ cao 20.000 ft (6.100 m)
- Tầm bay: 1.100 mi (1.770 km)
- Trần bay: 40.000 ft (12.190 m)
- Vận tốc lên cao: 3.800 ft/phút (19,3 m/s)

Trang bị vũ khí

- Súng: 6× pháo Hispano Mk.II 20 mm